# Eli Cohen
Eli Cohen (Alessandria d'Egitto, 26 dicembre 1924 – Damasco, 18 maggio 1965) è stato un agente segreto israeliano.
Agente sotto copertura del Mossad in Siria, riuscì a divenire membro del governo in quel paese.

## Biografia
Figlio di ebrei siriani originari di Aleppo, influenzato dal clima nazionalista ed anti-israeliano che percorreva l'Egitto, Cohen si unì durante gli studi universitari ad organizzazioni sioniste clandestine, mentre la sua famiglia nel 1949 lasciava il paese arabo per Israele. Nel 1951 il Mossad creò in Egitto un'organizzazione di ebrei egiziani, per sostenere chi volesse rifugiarsi in Israele, in cui entrò Cohen.

### Operazione Goshen
Nel 1954 la Gran Bretagna e l'Egitto stavano conducendo delle trattative che avrebbero dovuto sfociare nel ritiro delle truppe britanniche dal canale di Suez e nella consegna all'esercito egiziano di una notevole quantità di materiale bellico britannico. Il governo israeliano, a dispetto della sua evidente preoccupazione, ufficialmente decise di non prendere alcuna iniziativa volta ad ostacolare il ritiro britannico dal canale. Ciononostante, nel luglio del 1954 vi furono alcune esplosioni al Cairo e ad Alessandria d'Egitto: aveva preso il via l'operazione Goshen, il cui scopo era far ricadere sul governo egiziano la responsabilità degli attentati, ma undici ebrei egiziani furono individuati facilmente ed arrestati.
Il governo israeliano dichiarò immediatamente di non aver mai ordinato questa operazione e vi furono varie inchieste per individuare chi nell'establishment israeliano avesse ordinato l'operazione. Qualche anno più tardi queste indagini sfociarono nel cosiddetto affare Lavon, dal nome del ministro della difesa israeliano dell'epoca, Pinhas Lavon. Infatti l'inchiesta che aveva scagionato la sfera politica del governo israeliano aveva addossato l'intera responsabilità ad ufficiali del servizio segreto del Mossad, ma l'allora premier David Ben Gurion contestò i risultati dell'inchiesta asserendo, senza avere alcuna prova, che l'ordine fosse stato dato proprio dal ministro della difesa Lavon.
Eli Cohen, che peraltro era coinvolto marginalmente, rimase impigliato nella rete della polizia egiziana per poi essere rilasciato per insufficienza di prove e, dopo la sconfitta egiziana nella crisi di Suez del 1956, fu espulso dal paese. Giunto in Israele, Cohen offrì i propri servigi al Mossad, il quale rifiutò, non volendo assumere persone che erano state coinvolte nell'operazione Goshen. Eli Cohen fu assunto come contabile e ispettore da Hamshbir, una catena di grandi magazzini, e il 31 agosto del 1959 si sposò con Nadia Majald, un'israeliana di origine irachena, sorella di Sami Michael.

### Kamel Amin Tha'abet
Il Mossad alla fine lo assunse e creò per lui una “copertura”. Divenne Kāmil Amīn Thābit, un siriano benestante, emigrato in Argentina per motivi politici. Per rendere più credibile la nuova identità, Eli Cohen studiò profondamente il Corano e il diritto siriano; non riuscì, però, a eliminare completamente l'inflessione dialettale egiziana.
Giunto a Buenos Aires nel 1961 l'agente israeliano entrò in contatto con esuli nazisti che lo presentarono all'addetto militare presso l'ambasciata siriana Amin al-Hafiz che era segretamente membro del Baath, il partito socialista panarabo. Nel 1962, in previsione della presa del potere da parte del Baath per il quale ufficialmente parteggiava, il “sig. Kàmil” decise di recarsi in Siria, dove prese a frequentare molti membri del governo e dell'establishment militare siriano. In tal modo Cohen fece carriera fino a raggiungere dopo il colpo di stato militare condotto dall'ala militare del Baath nel 1963, la posizione di viceministro della difesa del regime siriano.
Naturalmente l'agente israeliano riusciva ad acquisire importante materiale top secret che veniva regolarmente trasmesso al Mossad via radio o, raramente, per mezzo di operativi che si spacciavano per turisti occidentali di passaggio in Siria. Il documento più importante, tra quelli acquisiti e trasmessi ai suoi superiori da Cohen, è la mappa delle fortificazioni militari siriane nel confinante Golan.

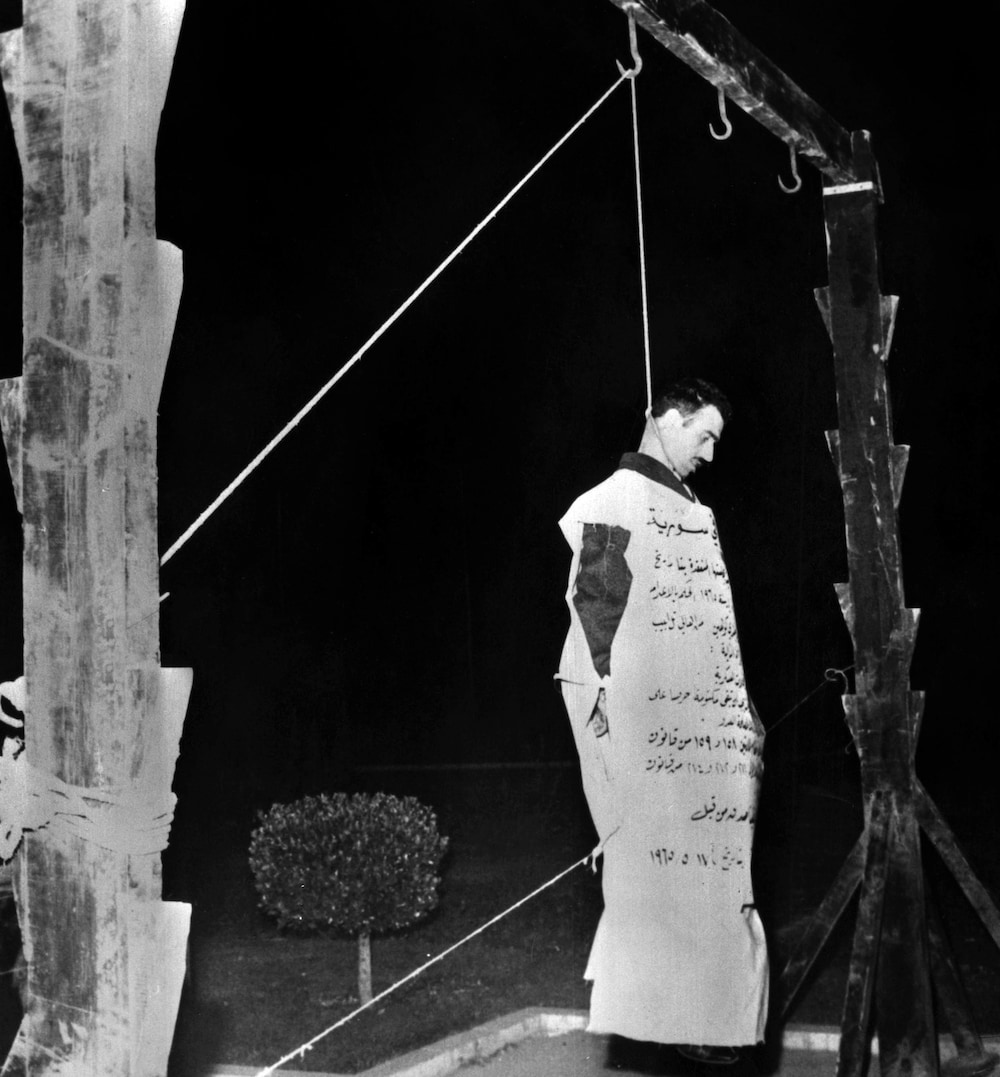
L'esecuzione pubblica di Eli Cohen

#### La cattura e l'esecuzione
Nel gennaio del 1965 dall'Unione Sovietica fu inviata a Damasco una squadra per aiutare i siriani ad individuare da dove provenivano delle strane interferenze radio da loro rilevate. Per Cohen fu l'inizio della fine: in breve tempo gli uomini del servizio di sicurezza siriano riuscirono a catturare Cohen proprio mentre trasmetteva dal suo appartamento di Damasco. Le autorità israeliane ammisero immediatamente che Kāmil Amīn Thābit era l'agente del Mossad Eli Cohen e si adoperarono senza successo per organizzare uno scambio con uomini di servizi arabi catturati in Israele. Lo smacco per i siriani fu enorme stante la ragguardevole posizione che l'agente del Mossad era riuscito a raggiungere nel loro paese, e le stesse fondamenta del regime al potere cominciarono a tremare.
Per le autorità siriane Cohen doveva essere condannato a morte e a nulla valsero gli appelli internazionali e dei capi di Francia, Belgio e Canada, che chiedevano la commutazione della sentenza di morte. Nel vuoto caddero anche le suppliche di Papa Paolo VI. Il 18 maggio 1965, dopo essere stato sottoposto a terribili torture, le quali peraltro non avevano sortito alcun effetto, Eli Cohen venne pubblicamente impiccato e la sua esecuzione fu ripresa dalla televisione siriana.

### Effetti
Cohen durante la sua attività era diventato amico intimo di molti generali siriani, tra i quali spiccava Amin al-Hafiz, il quale dopo essere diventato presidente della Repubblica, fece sì che fosse nominato vice ministro della difesa siriana. I documenti trasmessi in Israele sono ancora un segreto militare, ma è opinione diffusa che contenessero rilevanti informazioni sulle fortificazioni siriane e sulla loro mimetizzazione per mezzo di alti alberi di eucalipto, informazioni che furono determinanti nel 1967 per la fulminante conquista del Golan da parte delle truppe israeliane nella guerra dei sei giorni. L'agente Kàmil passò al Mossad anche i codici di comunicazione dei piloti dell'aviazione militare siriana. Le perdite israeliane in quel conflitto sarebbero state enormemente più alte senza le informazioni del loro agente.
Certo appare singolare che tra il 1965, anno della cattura ed esecuzione dell'agente israeliano, e il 1967, anno del conflitto scatenato dai paesi arabi, la Siria non abbia provveduto a cambiare i propri piani militari e la relativa organizzazione; ma è probabile che quanto da lui potenzialmente scoperto fosse talmente vasto da rendere praticamente impossibile, soprattutto dal punto di vista dei costi finanziari, ai siriani una rapida riorganizzazione del proprio apparato militare.

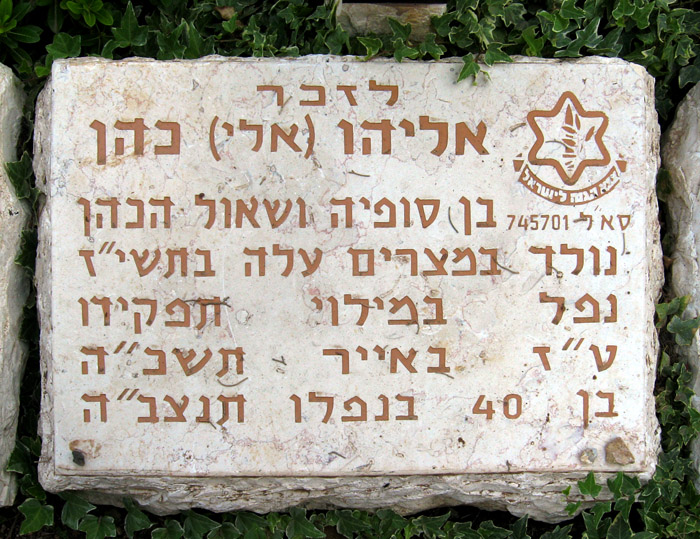
Monumento alla sua memoria in The Monte Herzl a Gerusalemme

Nel febbraio del 2007 il governo della Turchia si è offerto come mediatore per trattare con la Siria la traslazione in Israele dei resti di Eli Cohen ma la Siria si è sempre rifiutata di consegnare la salma. Nel mese di aprile 2019 i media del mondo arabo hanno diffuso alcune voci sull'imminente restituzione del suo corpo a Israele, ma la notizia è stata smentita pochi giorni dopo.
Nel maggio 2025, il Mossad ha annunciato il recupero di circa 2.500 documenti, fotografie e oggetti personali appartenuti a Eli Cohen, conservati dai servizi di sicurezza siriani sin dalla sua esecuzione nel 1965. Secondo fonti israeliane, l'operazione è stata condotta in collaborazione con un'agenzia di intelligence straniera. Tuttavia, fonti siriane hanno riferito che il nuovo presidente Ahmed al-Sharaa ha approvato la restituzione dell'archivio come gesto di distensione verso Israele e per migliorare i rapporti con gli Stati Uniti. Parallelamente, sono emerse notizie su trattative indirette, facilitate dagli Emirati Arabi Uniti, per la restituzione dei resti di Cohen, ancora trattenuti in Siria.
Considerato un eroe nazionale in Israele, la città israeliana di Bat Yam, dove risiedeva la sua famiglia, gli ha dedicato una piazza. Cohen è ricordato anche nel museo delle spie a Washington.

## Media
- Alle sue gesta si è ispirato il film tv La spia dell'impossibile del 1987, dove è interpretato da John Shea.
- Nel 2019 è stata realizzata la serie tv biografica The Spy, dove Eli è stato interpretato da Sacha Baron Cohen.